# RFU Championship 2020-21
La RFU Championship 2020-21, conocida por razones de patrocinio como Greene King IPA Championship, fue la trigésima cuarta edición del torneo de segunda división de rugby de Inglaterra.
La principal novedad fue el descenso administrativo desde la Premiership por superar el tope salarial.

## Sistema de disputa
Los equipos se enfrentaran todos contra todos en una sola ronda, totalizando 10 partidos en la fase regular.
Finalizada la fase regular los dos primeros clasificados disputaran la final, en la que el ganador obtendrá el ascenso a la Premiership.
- 4 puntos por una victoria.
- 2 puntos por un empate.
- 1 punto de bonus por perder por 7 puntos o menos.
- 1 punto de bonus por marcar 4 tries o más en un partido.
- 0 puntos por una derrota.

## Clasificación
| Pos. | Equipo                  | Encuentros | Encuentros | Encuentros | Encuentros | Tantos | Tantos | Tantos | PB | PB | Puntos |
| Pos. | Equipo                  | PJ         | PG         | PE         | PP         | F      | C      | Dif    | BO | BD | Puntos |
| ---- | ----------------------- | ---------- | ---------- | ---------- | ---------- | ------ | ------ | ------ | -- | -- | ------ |
| 1    | Ealing Trailfinders     | 10         | 9          | 0          | 1          | 505    | 161    | +344   | 9  | 0  | 45     |
| 2    | Saracens                | 10         | 8          | 1          | 1          | 444    | 101    | +343   | 8  | 0  | 40     |
| 3    | Doncaster Knights       | 10         | 8          | 0          | 2          | 236    | 225    | +11    | 4  | 0  | 36     |
| 4    | Cornish Pirates         | 10         | 6          | 0          | 4          | 268    | 210    | +58    | 5  | 3  | 32     |
| 5    | Coventry RFC            | 10         | 6          | 0          | 4          | 252    | 282    | –30    | 5  | 1  | 30     |
| 6    | Jersey Reds             | 10         | 5          | 0          | 5          | 256    | 284    | −28    | 4  | 0  | 24     |
| 7    | Ampthill RUFC           | 10         | 4          | 0          | 6          | 217    | 325    | −108   | 4  | 2  | 22     |
| 8    | Bedford Blues           | 10         | 3          | 0          | 7          | 213    | 268    | −55    | 2  | 3  | 17     |
| 9    | Hartpury University RFC | 10         | 2          | 1          | 7          | 228    | 360    | −132   | 3  | 1  | 12     |
| 10   | Nottingham RFC          | 10         | 2          | 0          | 8          | 169    | 344    | −175   | 2  | 2  | 12     |
| 11   | Richmond FC             | 10         | 1          | 0          | 9          | 138    | 366    | −228   | 0  | 0  | 4      |

|  | Finalistas. |

### Fase final
| 13 de junio de 2021 | Ealing Trailfinders | 0 - 60 | Saracens |  |  |

| 20 de junio de 2021 | Saracens | 57 - 15 | Ealing Trailfinders |  |  |

| Bandera de Inglaterra |
| Campeón Saracens      |
| Tercer título         |